# 穆罕默德·赛义德·萨哈夫
穆罕默德·赛义德·萨哈夫（阿拉伯语：‎，1937年7月30日—），伊拉克政治家、外交家。1992年到2001年任伊拉克外交部长。2001年4月至2003年4月担任伊拉克新闻部长。伊拉克战争期间他的表现引起全世界的关注。

## 伊拉克战争前
萨哈夫生于卡尔巴拉附近的希拉。他是一名什叶派穆斯林。他在大学攻读新闻专业，毕业后成为一名英语教师，但在1963年加入阿拉伯社会主义复兴党之后放弃了教职。在1992年任外交部长前，他历任驻瑞典大使、驻缅甸大使、驻联合国大使和驻意大利大使。2001年2月，萨哈夫访问马来西亚并于布城会见首相马哈迪·莫哈末。
尚不清楚萨哈夫在2001年4月被免去外长职务的原因。有传言认为是萨达姆·侯赛因的长子乌代·侯赛因謀劃了这次免职。通常认为他在外长任上的成就比其前任Tariq Aziz逊色。

## 伊拉克战争
2003年伊拉克战争期间的3月20日至4月10日，萨哈夫在巴格达作的每日新闻简报使其为世人关注。他精彩的表现使他在新闻评论界获得了若干外号。美国新闻界称他为“巴格达鲍伯”（模仿“河内汉娜”）。英国新闻界称他为“小丑阿里”（对比“化学阿里”，即伊拉克前国防部长Ali Hassan al-Majid）。
4月7日，萨哈夫宣称没有美军进入巴格达。当时，美军坦克正在新闻简报会现场几百米之外。他最后一次作为新闻部长的公开露面是在4月8日。他说，美军要么投降，要么在坦克里烧死，并称：“他们将会投降，正是他们会投降！”
2003年年中起，他淡出公众视线。萨哈夫表示自己已经向美国军队投降，並且不久被释放。他並沒有因為曾經在薩達姆政府中任職而受到指控。
2008年3月時，薩哈夫正住在阿聯酋。